# Catapausa bimaculipennis
Catapausa bimaculipennis är en skalbaggsart som beskrevs av Stefan von Breuning 1956. Catapausa bimaculipennis ingår i släktet Catapausa och familjen långhorningar. Inga underarter finns listade.